# Селім Абдулакім
Селім Абдулакім (рум. Selim Abdulakim або рум. Selim Abdulachim, 1886—1943) — перший відомий кримськотатарський юрист в Румунії; був видатним політичним діячем з числа кримських татар Румунії і активістом місцевої кримськотатарської громади.

## Біографія
Селім Абдулакім народився в 1886 році. Він був братом молодшого лейтенанта румунської армії Казима Абдулакима, героя Першої світової війни, який загинув під час битви при Мерешешті в 1917 році  . Сестра Селіма Шефіка, також відома як Сапіє, була дружиною відомого кримськотатарського поета Мемета Ніязі . Селім Абдулакім був одружений з Саїді (Саїде).
З 1911 року Селім Абдулакім навчався на юридичному факультеті Бухарестського університету, отримавши грант в розмірі 30 леїв від Університетського фонду Кароля I, оскільки сам був обмежений в коштах . Після закінчення школи Селім працював юристом в адвокатурі Констанци. Між Першою і Другою світовими війнами він був президентом мусульманської громади Констанци  і заступником мера цього міста  . Абдулакім також був депутатом румунського парламенту, де захищав права мусульман Добруджі. Він заявив з парламентської трибуни, що ігнорування їхніх побажань веде до еміграції громади, а це є національною загрозою .
Селім любив допомагати молодим людям і підтримувати їх  . У 1929 році він заснував Мусульманський культурний фонд Селіма Абдулакіма, культурну асоціацію, спрямовану на допомогу учням-мусульманам з середніх шкіл і вищих навчальних закладів, офіс якої знаходився в Констанці, на розі проспекту Фердинанда і вулиці Мірча чол Батран .
Селім Абдулакім помер 28 березня 1943 року в Констанці . Він похований на центральному мусульманському кладовищі Констанци. Саїде (1894—1967), дружина Абдулакіма, спочиває поруч з ним.